# Processo contro il partito Industriale
Il processo contro il partito Industriale è un procedimento giudiziario tenutosi tra il 25 novembre ed il 7 dicembre 1930 a Mosca diretto contro la fantomatica organizzazione del "partito Industriale" creata, secondo l'accusa, da capitali economici francesi con lo scopo di far fallire l'economia dell'URSS.

## Antefatto
Dopo la morte di Lenin (24 gennaio 1924) e le lotte per il potere Stalin era emerso come unico capo della repubblica sovietica.
Nel 1927 – 1928,in seguito ad un grave errore economico – politico, Stalin aveva deciso di condurre una forzata collettivizzazione delle fattorie imponendo la consegna dei raccolti alla stato che avrebbe poi provveduto a ridistribuirli.
Errori e corruzione fecero fallire questo irrealistico progetto causando una gravissima crisi economica, seguita poi dalla carestia.
Subito si cercarono dei "colpevoli" da consegnare all'opinione pubblica.

## Il processo
L'allora Procuratore generale dell'URSS, Nikolai Krylenko, ricevette ordine di arrestare membri eccellenti del partito; gli arresti si concentrarono soprattutto tra economisti e collaboratori.
Presto gli imputati, alcuni dei quali sicuramente spinti dal partito a confessare, parlarono d'un incredibile complotto pagato da ambienti capitalistici francesi per ingannare e così far fallire la politica economica della Russia.
A quanto "risultò" migliaia di membri del partito comunista avevano sabotato la "corretta" politica stalinista.
Il partito, dopo aver scatenato in piazza la folla, chiedendo a gran voce di giustiziare i colpevoli e diffondere i nomi dei traditori, lasciò cadere la storia riservandosi di mantenere segreti i nomi, in modo da minacciare i dissidenti fingendo appartenessero a quest'organizzazione.
In quei giorni si scoprirono altri fantomatici partiti che miravano a far crollare la rivoluzione.
Il processo, rapidissimo, vide la confessione di quasi tutti e pene abbastanza morbide tanto che, in meno di dieci anni, quasi tutti vennero graziati e qualcuno persino promosso.
A parere di tutti i commentatori questo processo fu una farsa ad uso propagandistico e giustificatorio verso gli errori di Stalin.